# Time for print
Time for Prints (с англ. — «время за отпечатки») — термин, используемый во многих интернет-сообществах, посвящённых  фотографии  и обозначающий соглашение между моделью и фотографом. Очень часто сокращенно TFP. Вместо того, чтобы платить друг другу за услуги, фотограф согласен предоставить модели определённое количество отпечатков лучших фотографий с сессии и ограниченную лицензию на использование этих снимков в обмен на подписание релиза модели.
Условия такого модельного релиза могут существенно отличаться, а потому фотографу и модели, которые договариваются о съёмке стоит заранее обсудить, где и как планируется использовать снимки. TFP съёмка не предполагает по умолчанию, что модель предоставляет право на использование её изображения в коммерческих целях.
Вариантом этого соглашения является Время за CD (TFCD). То есть подбор изображений предоставляется на компакт-диске вместо отпечатков. В настоящее время в Интернет-сообществах под термином TFP обычно подразумевается именно TFCD.
Съёмка на условиях TFP выгодна и модели, и фотографу на определённых этапах их творчества и обычно полезна обеим сторонам тогда, когда их профессионализм совпадает. Так, профессиональной модели вряд ли будет интересно сниматься TFP у начинающего фотографа, равно как и профессиональный фотограф не будет испытывать особого интереса от съёмки начинающей модели. Однако, при близком профессиональном уровне, съёмка TFP скорее всего даст хорошие результаты и к тому же это удобный способ реализовать собственные творческие проекты с минимальными финансовыми издержками.
Много споров вызывает вопрос оплаты аренды студии и оплаты работы (либо дорогих расходников) визажиста. Единого мнения на этот счёт нет, однако можно сформулировать общий подход: «Кто больше заинтересован, тот и платит». Если модель с небольшим опытом договаривается сниматься у опытного фотографа, то логично, что оплата ложится на плечи модели. Если начинающий фотограф хочет поучиться работать с более опытной моделью, то платит фотограф. Если уровень фотографа и модели одинаков, а также уровень заинтересованности в съёмке одинаков, то логично разделить оплату сопутствующих расходов поровну.

## Условия
Не существует «стандартных» условий для TFP / TFCD съёмки. У каждого фотографа и модели могут быть свои предпочтения относительно того, как организовывать и осуществлять съёмку. Тем не менее, следующие соглашения являются общепринятыми:
- Модель отвечает за гардероб и макияж.
- Фотограф несёт ответственность за место съёмки или студию и прокат оборудования (имеется в виду выбор студии и оборудования).
- Оплата сопутствующих расходов осуществляется по взаимной договоренности (совместно, только моделью, только фотографом).
- Фотограф несёт ответственность за печать снимков, запись компакт-диска и стоимость доставки.
- Каждый участник отвечает за своё собственное передвижение.
- Фотограф получает подписанный релиз модели на использование фотографий для портфолио, печати или коммерческих целей.
- Модель получает разрешение на использование фотографий для своего портфолио.
- Фотограф выбирает лучшие фотографии, ретуширует их и отправляет модели.
- Объём ретуширования также зависит от фотографа.
- Общее время для отбора, ретуши и передачи фотографий модели может варьироваться от одной недели до двух месяцев.
- Темы и требования к гардеробу оговариваются до съёмки по телефону, лично или через электронную почту.
- Некоторые фотографы предоставляют изображения только в низком разрешении (для размещения в Интернете), другие обеспечивают высококачественные изображения для печати.
- Фотограф может потребовать, чтобы все фотографии, размещенные в сети, содержали водяной знак (для предотвращения кражи изображений) и ссылку на автора.
- Модель не может продавать фотографии какому-либо веб-сайту или отправлять их в журналы / Интернет конкурсы и так далее без разрешения.
- Если модель моложе 18 лет, родители, как правило, обязаны присутствовать на фотосессии и подписать детский релиз.
- Фотограф может устанавливать правила о том, может ли модель привести гостя для участия в фотосессии.

## Вариации
Некоторые профессиональные фотографы и модели используют принцип TFP / TFCD фотосессий для личных проектов, однако в основном эти термины встречаются среди участников Интернета и фотографических сообществ. Коммерческие и модельные агентства, фотографы и модели вместо этого участвуют в пробных фотосессиях (также называемых «кастинг моделей» или просто «кастинг»). Кастинги имеют несколько важных отличий от TFP / TFCD:
- Как правило, они организованы через модельные агентства.
- Модель не подписывает релиз модели, но и фотограф, и модель могут использовать фотографии для своих портфолио.
- Для съемок портфолио модели (model’s book), модель, как правило, компенсирует фотографу, визажисту и стилисту потраченное время по специальному тарифу.
- В некоторых случаях модельное агентство может заплатить за фото-сессию в счёт будущего заработка модели.
- Для съемок задуманной фотографом идеи агентство может предоставить модель на безвозмездной основе в обмен на некоторые кадры для портфолио модели и/или отзыва о модели и её способностях.
- Фотографии выполняются в основном в коммерческом стиле или как для редакционной печати — в том же жанре, который используется участниками для клиентов.
- Пробные фотосессии не используются для гламурной, арт-ню, случайных портретов, эротической фотографии, поскольку они не несут никакой пользы для коммерческого или творческого портфолио модели.

## Правовые аспекты
Подписание релиза модели также не является обязательным требованием при TFP-съёмке, однако весьма желательно, так как позволяет уберечь и фотографа и модель от судебных разбирательств.